# 1992年大西洋飓风季
1992年大西洋飓风季于1992年6月1日正式开始，同年11月30日结束，传统上每年绝大多数热带气旋都是在这段时间形成，但本季首场未命名的亚热带风暴早在一个多月前就于4月21日在中大西洋成型。飓风安德鲁是本季首场获命名的风暴，于8月中旬形成，比有纪录以来绝大多数大西洋飓风季的首场风暴成型日期都要晚得多，但是，安德鲁也是这年最强烈、且造成人员伤亡和财产损失都最严重的气旋，创下美国热带气旋导致损失数额的新纪录。飓风先是重创巴哈马，然后以持续风速每小时280公里的五级飓风强度登陆佛罗里达州，之后又袭击路易斯安那州，共夺走65条人命，经济损失高达260亿美元（1992年美元）。
飓风邦尼和飓风查利都在亚速尔群岛产生热带风暴强度大风，其中邦尼还致使一人丧生。热带风暴达尼埃尔是除安德鲁外本季唯一登陆美国的风暴，也是有纪录以来登陆德玛瓦半岛的少数几个热带气旋之一。气旋对美国新英格兰和中大西洋地区构成轻度破坏，还导致两人遇难。飓风弗朗西斯是本季最后一场飓风，没有对陆地产生显著影响。风暴在中大西洋发展成型，自始至终远离陆地，最终仅在纽芬兰岛降下小雨。除上述七场风暴外，本季还形成三个热带低气压，其中第一号热带低气压在古巴和佛罗里达州引发洪灾，另外两个热带低气压都没有影响陆地。综合计算，1992年大西洋飓风季的所有热带或亚热带气旋共导致73人死亡，损失总额约为265.02亿美元（1992年美元）。

## 飓风季总览

### 季前预测
每年飓风季开始前，科罗拉多州立大学威廉·M·格雷博士及其同僚组成的飓风专家团队以及位于休斯敦的气象研究中心（Weather Research Center，简称）都会发布飓风活动预测。据美国国家海洋和大气管理局统计，每个大西洋飓风季平均会形成12.1场获得命名的风暴，其中6.4场达到飓风强度，2.7场成为大型飓风。。1991年12月，科罗拉多州立大学发布首份预测，估计1992年大西洋飓风季会有八场风暴获命名，其中四场成为飓风，一场达到大型飓风标准。1992年4月、6月和8月，科罗拉多州立大学又先后发布预测，但无论命名风暴数、飓风数还是大型飓风数都没有变化。飓风季开始前，气象研究中心预测全季只会有六场命名风暴，其中三场成为飓风，但没有预测大型飓风数量。

### 季节活动
1992年大西洋飓风季于6月1日正式开始，但早在4月21日就有第一号亚热带风暴成型，提前拉开飓风季序幕。全季共形成十个热带低气压，远低于平均值。有七个热带低气压增强成热带风暴，其中四个成为飓风，一个最终达到大型飓风标准，这几项数值都低于大西洋飓风季的长期平均水平。大部分北大西洋热带气旋都源自东风波，但1992年的东风波活跃度特别低，进而导致全年风暴数量偏少。本季共有两场飓风和一场热带风暴登陆，但飓风安德鲁造成的打击极具巨大，无论死亡人数还是经济损失都远超其他所有风暴总和。本季所有风暴共导致106人遇难，损失总额达265亿美元，其中单安德鲁就造成65人丧生，经济损失达260亿美元。飓风弗朗西斯是全季最后一场风暴，于10月27日转变成温带气旋，此时离飓风季11月30日正式结束还有一个多月。
虽然飓风季早在4月21日就伴随第一号热带低气压形成提早一个多月拉开帷幕，但大西洋盆地此后三个月的热带天气活跃度很低，仅形成两个热带低气压，其中6月和7月各一个。8月的风切变相对较弱，但形成的热带气旋依然只有一个。不过，该气旋最终发展为飓风安德鲁，不但是全季唯一的五级飓风，还是造成损失最为惨重的风暴。从气候学角度来看，每年9月是大西洋飓风季的热带天气活动高峰，但由于风切变增多，这年9月上半月依然没有热带气旋形成。不过从9月17日起到26日止，短短九天却有五个热带气旋成型。此后，大西洋盆地又突然陷入沉寂，直到十月下旬才有飓风弗朗西斯出现。10月27日，弗朗西斯转变成温带气旋，此后再也没有热带气旋形成，提前一个多月为11月30日才正式结束的飓风季划上句点。
这年飓风季的活跃程度还经累积气旋能量指数反映出来，数值为76。大致来说，气旋能量指数通过飓风强度和持续时间计算，强度越高、持续时间越长的风暴，其指数也相应越高。只有在热带天气系统风速达到或超过每小时63公里（34节）或热带风暴强度时才会计算该指数，并纳入全面的气象公告，并且亚热带气旋的指数不会计入累积数值，不过上述累积数值包括风暴尚处亚热带气旋阶段的数值。

## 风暴

### 第一号亚热带风暴
4月21日，西风带在百慕大东南方向约1100公里海域分离出低气压区，这片低气压区于协调世界时当天中午12点发展成亚热带低气压，气旋的下层环流周围保持有逗号形状云系围绕。不过，气象机构直到27小时后才把气旋归类成亚热带低气压。气旋以每小时19公里的速度朝西北前进，所在洋面没有强劲转向气流，于4月22日清晨强化成亚热带风暴，成为有纪录以来首场4月形成的亚热带风暴。系统逐渐组织，东部半圆内有大规模对流带。附近船只的观测结果表明风暴达到的最高风速为每小时85公里，激起的涌浪达19.7米高。
美国国家飓风中心指出，气旋有转变成热带气旋的潜力。逐渐逼近的低压槽令风暴停止移动，深层对流也相应减弱。9月23日，风暴在强烈风切变的影响下减弱成亚热带低气压。飞入气旋的飓风猎人侦察机确认系统正在减弱，中心气温还升高1°C，表明气旋正发展出暖芯和部分热带天气系统特征。4月24日清晨，亚热带低气压转向东进，其中还保持有少量对流。气象机构此时预计气旋会继续向东北偏东移动并转变成温带气旋。到了4月24日晚，系统强度实在太弱，无法再用德沃夏克分析法归类，美国国家飓风中心至此停止发布公告。系统继续随西风带向东移动，环流在24小时内完全消散。

### 第一号热带低气压
6月12日，一股东风波离开非洲西海岸进入大西洋，最终在墨西哥湾东南部发展成第一号热带低气压。美国国家飓风中心在当时的实际操作中把气旋归类成第二号热带低气压，同此前于4月形成的第一号亚热带低气压和之后在7月成型的第二号热带低气压混淆。东太平洋飓风西莉亚的外流和墨西哥湾的低压槽共同影响，产生强烈风切变，导致热带低气压无法强化成热带风暴。气旋蜿蜒向东北偏北移动，最终于6月26日下午15点左右从佛罗里达州坦帕附近登陆。低气压登陆期间，美国国家飓风中心认为其组织机构已经太过混乱，环流中心难以定位，所以停止针对气旋发布公告。
气旋在古巴产生暴雨，最高降雨量达849毫米。大量降水引发洪灾，比那尔德里奥省和哈瓦那省有数以百计的民房被毁，还有两人丧生。系统强度只达热带低气压标准，所以产生的风速不高，但麦克迪尔空军基地测得时速90公里的阵风。佛罗里达州西海岸也降下暴雨，局部降雨量超过510毫米，全州最高降雨量达635毫米。暴雨导致佛罗里达州部分地区洪水泛滥，有4000套房屋受损，另有70套被毁。此外，气旋还在诺科米斯（Nokomis）催生出一场龙卷风，导致五套民居被毁，另有12套受损。另据报导，当地的桔树也因洪水受到重创。热带低气压在该州夺走两条人命，损失总额约为260万美元（1992年美元）。

### 第二号热带低气压
一股飑线从纽约和新英格兰入海并形成中尺度对流涡旋，在进入北大西洋的西风带期间每天都爆发出新的雷暴活动。抵达开放海域上空后，逐渐增强的北向转向气流在百慕大东部的亚热带洋面同层次分明的天气系统分离。到7月24日晚21点，美国国家飓风中心已经把系统归类成第二号热带低气压，并在首份公告中指出此前把第一号热带低气压归类为第二号属操作错误。
正如气象部门预料的那样，气旋因东北向风切变影响而未能进一步强化和组织。7月25日晚，热带低气压已经减弱，卫星图像表明大部分深层对流已同下层环流分离。到了7月26日，美国国家飓风中心已发布最后一份公告，宣布系统强度不足以归类成热带气旋，而且还在迅速消亡。约三小时后，气旋完全消散。

### 飓风安德鲁
8月14日，一股东风波离开非洲西海岸进入大西洋，于8月16日在向风群岛和非洲西岸的中途附近海域组织成第三号热带低气压。气旋朝西北偏西移动，于8月17日升级成热带风暴并获名“安德鲁”（Andrew）。风速提升到每小时85公里后，风暴因强烈的西南向风切变而减弱，到8月20日已降至热带风暴下限，气压回升到1015毫巴（百帕，30英寸汞柱）。风暴完全绕过小安的列斯群岛，然后因北侧有高气压天气系统形成而转向西进。转向期间，位于安德鲁西南方向的低压槽令风暴所在海域的垂直风切变很少，还有层次分明的外流。由于规模很小，气旋快速增强，于8月22日成为本季首场飓风。安德鲁因外界环境非常理想而急剧强化，于8月23日达到风力时速280公里的最高强度。飓风以最高强度穿越巴哈马期间略有减弱，然后又重新增强，风速达到每小时270公里，仍属萨菲尔-辛普森飓风等级下的五级飓风标准，然后很快就从佛罗里达州霍姆斯特德附近登陆。风暴在该州上空小幅减弱，风速降至每小时215公里，但又在墨西哥湾升至每小时235公里。强烈的中纬度低压槽令安德鲁转向北上，经大幅减弱后于8月26日以风力时速185公里的三级飓风强度袭击路易斯安那州摩根城西部。气旋转向东北，最终于8月28日在田纳西州上空消散。
风暴在巴哈马产生强烈潮汐和飓风强度狂风，还催生出多场龙卷风，对该群岛构成重大破坏，特别是卡特岛灾情严重。至少有800幢房屋被毁，该国交通、通讯、供水、卫生、农业和渔业都受到打击。安德鲁在巴哈马一共造成四人丧生，经济损失达2.5亿美元。佛罗里达州南部各地狂风肆虐，位于迈阿密和霍姆斯特德之间的珀赖因（Perrine）有一幢房屋测得时速282公里的强烈阵风。狂风令该州大面积地区变得满目疮痍，并以迈阿密-戴德县灾情特别严重，约有11.7万套房屋不是被毁便是严重受损。佛罗里达大沼泽地有280平方公里树林被推倒，约1.82亿条鱼死亡。佛罗里达州的降水维持在中等水平，其中迈阿密-戴德县的雨量最高，达到355毫米。多个石油平台遭受重大破坏，其中某一家公司就有13个平台毁于一旦，104套建筑受损，五个钻头发生偏移。安德鲁在路易斯安那州沿途产生飓风强度狂风，导致2.3万户民房受损，985户民房和1951套移动房屋被毁。施洗者圣约翰堂区出现藤田级数达3的龙卷风，导致163幢建筑受损或被毁。路易斯安那州有17人丧生，其中六人是在海上溺毙。风暴还在其他州份催生出至少28场龙卷风，其中大部分发生在阿拉巴马州、乔治亚州和密西西比州。安德鲁一共导致65人死亡，经济损失超过260亿美元，截至2016年9月依然是美国历史上造成破坏第四大的飓风，仅次于2005年的飓风卡特里娜、2012年的飓风桑迪和2008年的飓风艾克。

### 飓风邦尼
9月中旬，一股热带低气压区同冷锋分离，于9月17日在百慕大东北偏东方向约550公里洋面发展成第四号热带低气压。次日清晨，气旋强化成热带风暴并获名“邦尼”（Bonnie）。由于垂直风切变少，风暴快速增强，于9月18日晚达到飓风标准。经过进一步强化，邦尼于9月21日下午18点达到风力时速175公里的最高强度，属二级飓风。此后24小时里，气旋基本没有移动。之后卫星图像显示风暴的下层环流中心暴露在外，表明邦尼在南下期间强度大幅回落，估计于9月24日晚减弱成热带风暴。9月26日，气旋又消退成热带低气压，但当晚又重新增强并达到热带风暴标准。
9月27日下午15点，美国国家飓风中心宣布风暴已逐渐失去热带天气系统特征，转变成温带气旋。到了9月28日晚21点，美国国家飓风中心又宣布邦尼重新成为热带气旋并恢复公告发布。但风暴过后的重新分析结果表明，邦尼在此期间一直都是热带气旋。气旋重新增强成强热带风暴，然后在逼近亚速尔群岛期间因垂直风切变影响而减弱。邦尼以热带风暴中等强度经过该群岛，然后在9月30日转变成温带气旋。亚速尔群岛有一处测得热带风暴强度大风，此外，圣米格尔岛有一人被落石砸死，但没有报导表明风暴曾造成任何破坏。

### 飓风查利
9月20日，欧洲空间局静止气象卫星的观测数据表明亚速尔群岛南侧较远处海域有对流区聚拢，有可能是因中到上层气旋式环流同东风波的北侧部分相互影响导致。次日的卫星图像显示天气系统已有层次分明的下层环流，气象机构因此将位于亚速尔群岛以南约1019公里洋面的系统归类为第五号热带低气压。气旋朝西北移动，卫星图像开始显现出带状特征，气象部门于9月22日将热带低气压升级成热带风暴，并以“查利”（Charley）命名。风暴在朝西北偏北前进期间发展出风眼，于9月23日成为飓风。经过进一步强化，查利到9月24日已达到持续风速每小时175公里的最高强度，属二级飓风标准。
接下来查利转朝东面前进，然后又转向东北偏东，行经洋面水温逐渐降低。9月27日清晨，气旋降级成热带风暴，当天再以风力时速100公里强度从亚速尔群岛特塞拉岛上空经过。风暴逐渐失去热带天气系统特征，到9月27日下午18点已转变成温带风暴。风暴残留加速朝东北方向的不列颠群岛前进，最终于9月29日与另一片温带低气压区合并。查利途经亚速尔群岛期间产生热带风暴强度大风，拉日什空军基地测得每小时85公里的持续风速，除此以外风暴基本没有对亚速尔群岛构成影响。

### 热带风暴达尼埃尔
9月22日，下层低压槽、东风波和冷锋相互融合的天气系统在美国东南近海发展出第六号热带低气压。气旋快速增强，仅六小时后就升级成热带风暴并获名“达尼埃尔”（Danielle）。逐渐逼近的低压槽令风暴向东北移动，之后又因高气压影响转向西北，令气旋9月23至24日的移动路线形成小规模逆时针环路。9月25日，达尼埃尔在北卡罗莱纳州近海达到最大持续风速100公里的最高强度。美国国家飓风中心起初预测风暴会登陆北卡罗莱纳州，但气旋实际上蜿蜒朝西北偏北前进，以最高强度从马里兰州德玛瓦半岛东岸登陆。达尼埃尔继续向内陆行进并减弱，最终于9月26日在宾夕法尼亚州东部上空消散。
风暴在北卡罗莱纳州、弗吉尼亚州和马里兰州引发严重海滩侵蚀，引发的冲蚀作用反过来又令三州部分沿海房屋和企业受损或被毁。受街道洪灾影响，部分道路暂时封闭，其中包括北卡罗莱纳州12号州道。中大西洋地区和新英格兰有多个州出现降水，但基本不超过76毫米。此外，新泽西州近海还有一艘帆船被大浪打沉，船上两人丧生。除北卡罗莱纳州、弗吉尼亚州和马里兰州部分企业和房屋受损或被毁外，达尼埃尔造成的破坏程度很轻。

### 第七号热带低气压
9月23日，一股杂乱无章的东风波离开非洲西海岸穿越大西洋，然后很快就于9月25日在佛得角西南方向约1247公里海域发展成第七号热带低气压。气旋行经洋面水温较高，气象部门因此预计系统会增强成热带风暴。但是，9月26日的卫星图像表明气旋中心实际上因风切变影响而暴露出来，美国国家飓风中心因此认为“（热带）低气压会在今天降级成东风波”。9月27日清晨，卫星图像上已经难以定位气旋中心。
受强烈垂直风切变影响，气旋组织结构到9月28日时已进一步恶化。到了9月29日清晨，红外图像上也很难定位低气压中心。当天下午，个别计算机模型认为气旋上空未来两天的风切变会减弱，所以有望从热带低气压升级成热带风暴。9月30日，气旋中心再度因风切变而暴露，但气象部门依然认为系统会强化成热带风暴。10月1日晚，卫星图像显示气旋已经消散，美国国家飓风中心随即发布最后一份公告。

### 热带风暴厄尔
9月26日，东风波在伊斯帕尼奥拉岛以北约555公里海域发展成第八号热带低气压。气旋朝西北偏西方向的巴哈马前进，起初强度很弱，但在抵达墨西哥湾暖流上空后增强，于9月29日中午12点成为热带风暴并获名“厄尔”（Earl）。风暴此时开始朝东面转向，威胁佛罗里达州的可能降低。10月1日清晨，气旋达到风力时速105公里，最低气压990毫巴（百帕，29英寸汞柱）的最高强度。厄尔此后逐渐减弱，于10月3日降级成热带低气压。当晚，气旋在百慕大以南约475公里海域转变成温带气旋。
面对风暴威胁，巴哈马和百慕大先后收到热带风暴观察预警，佛罗里达州还接获沿海洪灾观察预警。由于厄尔自始至终位于海上，所以对陆地的整体影响很小。气旋在佛罗里达州催生出11场龙卷风，还产生中到大雨，其中棕榈滩县卡纳尔波因特（Canal Point）附近的雨量最高，达238毫米。此外，乔治亚州和北卡罗莱纳州也有少量降水。风暴潮将海滩上深约9.1至10.7米的大量沙子冲走，圣奥古斯丁海滩的救生员共计出动执行八次救援任务。

### 飓风弗朗西斯
一条几乎保持静止的锋面槽末端发展出低气压区，起初虽受垂直风切变制约而无法在系统西侧发展出深层对流，但随着风切变消退，系统于10月22日晚成为有烈风强度的中心对流区。到了次日清晨，对流区已转变成热带风暴，估计是在10月23日早上6点成型。弗朗西斯成为热带风暴后快速增强，于当天下午18点升级成飓风。接下来气旋蜿蜒向东北移动，所在位置一直远离百慕大。10月24日中午，弗朗西斯已达到持续风速每小时140公里的最高强度，属一级飓风标准。
达到最高强度后，弗朗西斯开始因行经洋面水温降低而逐渐减弱。眼状特征变得模糊，到10月25日时，飓风已降级成热带风暴。接下来两天里气旋开始失去热带天气系统特征，于10月27日清晨转变成温带气旋。海上有一位水手失踪，但不能确定是否由弗朗西斯引起。此外，还有一人因帆船遭遇风暴受伤。气旋对陆地的影响很小，仅有纽芬兰岛普降小雨。

## 风暴名称
以下名单列出1992年用来给北大西洋热带气旋命名的名称。这份名单与1986年大西洋飓风季使用的名称完全相同，亚热带风暴要到2002年才开始得到命名，所以1992年4月的亚热带气旋没有名称。所有未退役的名称之后又在1998年大西洋飓风季重新使用。名单中没有命名的名称以灰色显示。
| - Georges（未用） | - Hermine（未用） - Ivan（未用） - Jeanne（未用） - Karl（未用） - Lisa（未用） - Mitch（未用） - Nicole（未用） | - Otto（未用） - Paula（未用） - Richard（未用） - Shary（未用） - Tomas（未用） - Virginie（未用） - Walter（未用） |

### 退役
1993年春，世界气象组织在年度会议中把风暴名称“安德鲁”退役，今后永远不会再在大西洋风暴命名时采用。用来取代的新名称是“亚历克斯”（Alex），于1998年首度启用。

## 季节影响
以下表格列出1992年大西洋飓风季形成的所有风暴，其中包括其存在周期、名称、影响区域、损失数额和死亡人数。死亡人数栏内括号中的数字表示间接导致的死亡人数，例如因风暴导致的交通事故丧生就属于间接死亡。所有损失和死亡人数包括风暴处于温带气旋、低气压或是东风波时期，损失数额单位为1992年美元。
| 无名     | 4月21至24日       | 亚热带风暴 | 每小时85公里  | 1002 | 无 | 无     | 0        |  |
| 一       | 6月25至26日       | 热带低气压 | 每小时55公里  | 1007 | 佛罗里达州                                                                                                  | 2.6    | 4（1）   |  |
| 二       | 7月24至26日       | 热带低气压 | 每小时55公里  | 1015 | 无 | 无     | 0        |  |
| 安德鲁   | 8月16至28日       | 五级飓风   | 每小时280公里 | 922  | 巴哈马、美国东南部（特别是佛罗里达州） 美國墨西哥灣沿岸地區（特别是路易斯安那州）、美國中西部、中大西洋地区 | 26500  | 26（39） |  |
| 邦尼     | 9月17至30日       | 二级飓风   | 每小时175公里 | 965  | 亚速尔群岛                                                                                                  | 不明   | 1        |  |
| 查利     | 9月21至27日       | 二级飓风   | 每小时175公里 | 965  | 亚速尔群岛                                                                                                  | 不明   | 0        |  |
| 达尼埃尔 | 9月22至26日       | 热带风暴   | 每小时95公里  | 1001 | 北卡罗莱纳州、中大西洋地区（马里兰州）、新英格蘭                                                            | 不明   | 2        |  |
| 七       | 9月25日至10月1日  | 热带低气压 | 每小时55公里  | 1008 | 无 | 不明   | 0        |  |
| 厄尔     | 9月26日至10月3日  | 热带风暴   | 每小时100公里 | 990  | 佛罗里达州、喬治亞州、北卡罗莱纳州                                                                          | 无     | 0        |  |
| 弗朗西斯 | 10月23至27日      | 一级飓风   | 每小时140公里 | 976  | 纽芬兰岛 | 无     | 0        |  |
| 季节总结 |                   |            |               |      | |        |          |  |
| 10个气旋 | 4月21日至10月27日 |            | 每小时280公里 | 922  | | 26,500 | 66（40） |  |